# كلكل

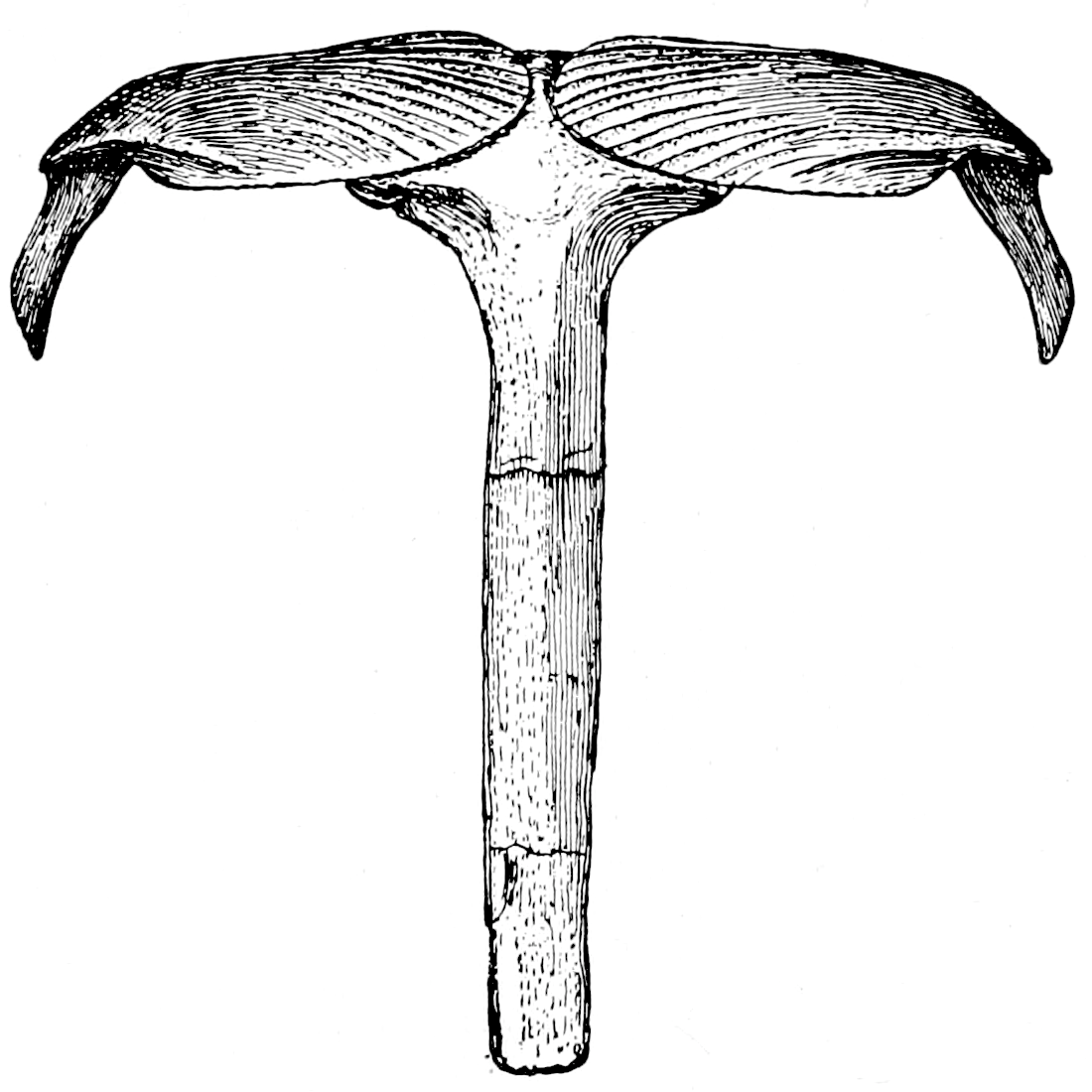
الكلكل الشبيهة بالقضيب لأفعواني العيون (أحد مندمجات الاقواس البرمية) متصلة بزوجين من الترقوة المستديرة. يُرى في المنظر البطني (أي النظر نحو الصدر من الأسفل)

الكَلْكَل أو النَّحْر أو نِصاب القص عظم يقع في معظم ذوات الأربع بين الترقوة. ثدييات الوحشيات (الشقبانيات والمشيمات) هي ذوات الأربع الوحيدة التي لا تحتوي أبدًا على الكلكل وذلك مع أن بعض أعضاء المجموعات الأخر يفتقرون أيضًا إلى واحد. أما في الثديات فيحل محله عظم القص الذي يشابهه في الشكل والوظيفة ولكنه يتشكل عبر التعظم داخل الغضروف. والكلكل يتطور خلال التعظم الغشائي للجلد. على الرغم من أن الكظاميات جزء من فئة الثدييات إلا أنها تحتوي على الكلكل.